# Diego García Bravo
Diego García Bravo, más conocido como Diego García (Oviedo, Asturias, España, 13 de enero de 1990), es un jugador de fútbol español. Juega de portero y actualmente es jugador del Arenteiro de la Segunda División B de España.

## Trayectoria
Se formó en la cantera del Real Oviedo. Antes de su descenso a tercera división, abandonó el club en dirección al Astur.
Tras dos años buenos en este club, ojeadores del Real Madrid se fijaron en él[cita requerida] y terminó recabando en las filas del equipo juvenil blanco. Más adelante sería ascendido al Real Madrid C[cita requerida], donde tras cuajar una buena temporada, fue dichado por el Real Zaragoza para incorporarse a su filial.
En la temporada 2010-11, la Unión Deportiva Almería lo contrata para jugar en el Almería B, y al principio empezó siendo suplente de Álvaro, tras una lesión del mismo se hizo con la titularidad.
El 16 de junio de 2011 se confirma que Diego asciende al primer equipo del Almería para disputarse el puesto con Esteban.
En 2013 firmó por la Ponferradina en Segunda División, que la temporada 2013-14 lo cedió al Elche Ilicitano, donde no jugó en la primera mitad de la temporada 2014/15.
En 2015 el portero asturiano es nuevo futbolista del CD Alcoyano. Llega al cuadro de Alcoy tras rescindir contrato con la SD Ponferradina.
Comienza la temporada 2018-19 en las filas del Atlético Sanluqueño, con el que rescindiría su contrato en el mercado de invierno.
En abril de 2019, tras estar sin equipo se compromete hasta el final de temporada por el Moralo CP de la Tercera División de España.
En la temporada 2020-21 fichó por el Internacional de Madrid de la Segunda División B de España.